# 東京プレイボーイクラブ
『東京プレイボーイクラブ』（とうきょうプレイボーイクラブ）は2011年の日本の犯罪コメディ映画。
自主製作映画『青春墓場〜明日と一緒に歩くのだ〜』が2010年のゆうばり国際ファンタスティック映画祭ファンタスティック・オフシアター・コンペティション部門グランプリに輝いた奥田庸介監督の商業映画デビュー作である。
2011年10月8日に釜山国際映画祭で初上映された。

## ストーリー
地元のスクラップ工場で働いていた勝利はトラブルを起こしたため、昔の仲間・成吉が経営するサロン 「東京プレイボーイクラブ」を訪れる。
成吉と行った居酒屋で、勝利は梅造という若い男に暴力をふるうが、梅造はサロンのある繁華街を取り仕切るやくざ3兄弟の三男だった。梅造とともに居酒屋に来ていた次兄の竹男に脅された成吉は店のためにも謝る。だが、その姿は勝利をいらだたせ、彼は成吉の知らないところで竹男を叩きのめす。
その後、3兄弟が店にやって来る。勝利に対し、長男である松ノ介は、落とし前に自分の趣味であるハードSMの相手としてエリ子を指名する。エリ子は妊娠中で、お腹の子の父親で同棲相手の貴弘がエリ子のために店の金を盗んだことから、店で働くことになっていた。勝利に車で送られ、エリ子は松ノ介の待つラブホテルの部屋に入る。
ところがSMプレイの最中に松ノ介が心臓発作で死んでしまう。成吉は勝利に頼み、松ノ介の死体をバラバラにして川に捨てる。
松ノ介が行方不明になったことで竹男と梅造が店に押し掛ける。2人に脅され、成吉は勝利とエリ子を呼び出す。竹男と梅造に松ノ介の行方を問い詰められ、全てをエリ子のせいにしようとする成吉の姿を見た勝利は、自分が松ノ介を殺して死体を捨てたと言い出す。怒りに震える竹男が発砲するが、弾は梅造の首に当たってしまう。瀕死の梅造に詫びる竹男の後頭部をエリ子がラジカセで殴りつけて気絶させる。勝利とエリ子はその場を逃げ出そうとするが、エリ子の背中を梅造が撃つ。勝利は梅造を叩きのめすと、瀕死のエリ子を車に乗せて夜の町を叫び声をあげながら飛ばしていく。

## キャスト
- 勝利 - 大森南朋： 血の気の多い流れ者。
- 成吉 - 光石研： 「東京プレイボーイクラブ」経営者。勝利の昔の仲間。
- エリ子 - 臼田あさ美： 「東京プレイボーイクラブ」で働くことになった女性。
- 貴弘 - 淵上泰史： 「東京プレイボーイクラブ」のボーイ。エリ子と同棲中。
- 竹男 - 赤堀雅秋： ヤクザ三兄弟の次男。
- 梅造 - 三浦貴大： ヤクザ三兄弟の末弟。
- 松ノ介 - 佐藤佐吉： ヤクザ三兄弟の長兄。趣味はハードSM。